# Marie Hoyau
Marie Hoyau (* 12. März 1997 in St. Gervais) ist eine ehemalige französische Skispringerin.

## Werdegang
Bei Französischen Sommermeisterschaften in Les Tuffes am 7. Oktober 2012 errang Hoyau ihre erste Goldmedaille. Auf der kleinen Schanze Le Grépon in Chamonik stellte Hoyau am 20. Januar 2013 den Frauen-Schanzenrekord auf. Ab dem Winter 2012/13 ging Hoyau auch bei internationalen FIS-Wettkämpfen an den Start. Beim Europäischen Olympischen Winter-Jugendfestival 2013 in Brașov wurde Hoyau auf den Schanzen in Râșnov im Einzelspringen Sechste. Bei den Springen im Alpencup in Einsiedeln und Ziri erreichte Hoyau Ränge im hinteren Mittelfeld.
Beim FIS-Cup in Villach, Hoyaus erstem nicht auf Nachwuchs-Springer eingeschränkten FIS-Wettkampf, wurde sie 27., woraufhin sie der französische Schiverband FFS für das Grand-Prix-Springen in Courchevel nominierte. Dort verpasste Hoyau als eine der jüngsten Springerinnen als 34. nur knapp den zweiten Durchgang und damit erste Grand-Prix-Punkte.
Hoyau trat für den Schiclub ihres Heimatortes St. Gervais am Mont Blanc an. Am 25. Januar 2014 gab Hoyau ihr Debüt im Skisprung-Weltcup. Bei den Springen auf der Normalschanze in Planica belegte sie die Plätze 44 und 46 und verpasste damit die Punkteränge. Bei der Junioren-WM 2014 erreichte sie im Einzelspringen Platz 35, bevor die mit ihren Teamkolleginnen Léa Lemare, Julia Clair und Coline Mattel Bronze im Teamspringen gewann.
Ihre vorerst letzten internationalen Springen bestritt Hoyau mit zwei 13. Plätzen im Alpencup im September 2015 in Einsiedeln.

## Statistik

### FIS-Cup-Platzierungen
| Saison  | Platz | Punkte |
| ------- | ----- | ------ |
| 2013/14 | 61.   | 4      |